# Özoğuz
Özoğuz ist ein türkischer männlicher Vorname mit der Bedeutung „ein wahrer Held“, gebildet aus den Elementen Öz und oğuz. Özoğuz tritt auch als Familienname auf.

## Namensträger

### Familienname
- Aydan Özoğuz (* 1967), deutsche Politikerin (SPD), Vizepräsidentin des Deutschen Bundestages
- Gökhan Özoğuz (* 1976), türkischer Sänger und Musiker
- Gürhan Özoğuz (* 1963), deutscher Unternehmer, Gründer der Website Muslim-Markt
- Yavuz Özoğuz (* 1959), deutscher Autor und Gründer der Website Muslim-Markt